# Aphelandra albinotata
Aphelandra albinotata är en akantusväxtart som beskrevs av D. C. Wasshausen. Aphelandra albinotata ingår i släktet Aphelandra och familjen akantusväxter. Inga underarter finns listade i Catalogue of Life.